# Socialdarwinisme
 Der er for få eller ingen kildehenvisninger i denne artikel, hvilket er et problem. Du kan hjælpe ved at angive troværdige kilder til de påstande, som fremføres i artiklen.

Socialdarwinismen er en
samfundsteori, der ser – eller kritiseres for at se – samfundet som en
biologisk-evolutionær udvikling. 
Det vil sige ved hjælp af Darwins evolutionsbegreber som mutation, variation og
selektion – men her overført på den kulturelle og den
samfundsmæssige udvikling.
Socialdarwinismen må ikke forveksles med neodarwinismen.
Den biologisk-evolutionære forståelse af samfundet fandt stor udbredelse inden for sundhedslære, samfundsteori og politik fra 1860 til ca. 1950 i Europa.

## Socialdarwinismen, kort fortalt
Den engelske filosof og
sociolog Herbert Spencer udgav i 1860 et essay med titlen "The Social Organism".
Efter at have stiftet bekendtskab med Darwins banebrydende hovedværk,
"The Origin of Species", fra 1859 mente Spencer at kunne se nogle
paralleller i betingelserne for den biologiske artsudvikling, der kunne
overføres på vilkårene for samfundsudviklingen generelt i forskellige
udviklingsstadier.

I 1864 formulerede Spencer sin berømte sammenfatning af det samfundsevolutionære
grundsynspunkt : "Survival of the fittest".

Hverken Spencer, Hitler eller Mussolini brugte selv ordet
"socialdarwinisme".
I sin bog "Mein Kampf" fra 1924 anvendte Hitler en let
omskrivning af princippet: "Naturens jernhårde logik".

Case "Joseph Fisher, 1877"
I  1877 blev betegnelsen "socialdarwinisme" brugt i en artikel af Joseph Fisher om omfordelingen af landbrugsejendomme i Irland.

Udtrykket er hyppigt benyttet af kritikere af Spencers ultraliberalisme og Hitlers og Mussolinis nazistiske og fascistiske samfundsideer.[kilde mangler]

### Samfundets evolution
Efter 2. verdenskrig er socialdarwinisme blevet et hyppigt brugt skældsord
om ethvert samfundssyn, der grundlæggende forstår livet som en evig
eksistenskamp imellem konkurrerende artsfæller eller mellem forskellige
samfundssystemer eller kulturer.[kilde mangler]

Det er en kamp,
hvor de bedst egnede – og her ofte forstået som de stærkeste – før eller
siden altid vil søge at udkonkurrere og om nødvendigt nedkæmpe de svageste.
På det individuelle plan vil det være i kampen om adgangen til ressourcer
samt i forbindelse med partnerudvælgelsen. På det samfundsmæssige plan vil
det udadtil være i konkurrencen med andre stater og indadtil i konkurrencen
med andre aktører inden for samme erhvervsøkonomiske område.

Princippet antages at gælde universelt inden for både den
biologiske, den samfundsmæssige og den kulturelle udvikling.
Eftersom styrke og svaghed er universelt forekommende enten som nogle
medfødte variationer hos alle arter eller som forskelle i kulturernes
udviklingstrin, giver det ikke mening at hjælpe og understøtte hverken
svage artsfæller til et langt og frugtbart liv på lige fod med de stærke -
eller til notorisk svage samfund der ikke kan klare sig selv.
De svages dårlige genetiske udrustning
skal heller ikke risikeres at blande sig med de stærkes mere sunde gener
gennem tilfældig pardannelse og derved sinke og evt. ødelægge den
biologiske udvikling for efterfølgende slægtled. Man forestiller sig at sådanne raceblandinger vil kunne give anledning til
menneskehedens gradvise forfald og degenerering, hvilket før eller
siden vil føre til artens endelige undergang og uddøen. Desuden bliver
forekomsten af svage samfundsindivider i ethvert samfund under alle
omstændigheder anset for en tyngende og unødvendig byrde for de stærke.
Deres tilstedeværelse vil derfor hæmme samfundets udvikling hen imod perfektionisme,
effektivitet, usårlighed og magtfuldkommenhed.

### Den politiske virkelighed
De demokratiske partier i Europa tog især i 1930’erne de evolutionære dogmer så alvorligt, at der i flere lande blev gennemført lovgivning til brug for iværksættelse af en række racehygiejniske forholdsregler. I Danmark blev det den socialdemokratiske justitsminister K.K.Steincke, der i 1934 samtidig med vedtagelsen af sin store socialreform fik indført tvungen sterilisation og kastrering blandt samfundets sociale tabergrupper med følgende begrundelse: ”Vi behandler undermåleren med al omsorg og kærlighed, men forbyder ham blot til gengæld at formere sig”. Loven blev endeligt ophævet i 1967 og havde skadet henved 11.000 danske kvinder og mænd, der ikke var i stand til at leve op til de herskende socialpolitiske normer for en god og anstændig levevis.[kilde mangler]

#### Nazismens og fascismens socialdarwinisme
Nazismens og fascismens begrundelse for at starte de fatale angrebskrige
under 2. verdenskrig mod Tysklands og Italiens nabostater skete under henvisning til ønsket om et udvidet "Lebensraum"
(territorium), hvorved det tyske og italienske folk kunne sikre
sig mod ressourcemangler, sådan som de havde oplevet det under
og især efter 1. verdenskrig. Og da nazisterne mente det både
var gavnligt og fordelagtigt at hjælpe evolutionen med hurtigt at skaffe
sig af med laverestående/svage som fx syge, jøder og de
slaviske folkeslag, kunne de lige så godt søge at udrydde dem helt
ved samme lejlighed. Den virkeliggjorte socialdarwinisme i nazismens og
fascismens skygge bidrog derved til at reducere menneskeheden under 2.
verdenskrig med mere end 50 mio. døde.

## Neo-darwinisme
Mens perfektionisme, effektivitet, usårlighed og magtfuldkommenhed og lignende begreber er blandt de faste endemål for en evolutionær udvikling af samfundet, så er det for neo-darwinismen afgørende med optimal tilpasning til de til gradvist skiftende livsbetingelser i individets omverden. Jo mere tilpasning, desto mere stabilitet i individets ressourceproduktion  – til brug for overlevelsen – og reproduktion  – til brug for slægtens 
overlevelse.

Neo-darwinismen peger ikke på nogen bestemt sluttilstand for
evolutionen at udvikle sig hen imod.
Neo-darwinismen foreskriver
tværtimod at alle arter af hensyn til overlevelsen
hele tiden skal kunne være klar til at kunne skifte retning i en evig
ustandselig udviklingsproces, så snart nogle indtrufne forandringer i
livsbetingelserne måtte kræve det.
Et eksempel på tilpasningsevne i evolutionen kan ses hos hvalerne, der lever af små krebsdyr, men som for 55 mio. år siden levede på land langs kysterne af bl.a. havets opskyl og ellers på mange måder lignede og levede som nutidens ulve. Disse forhistoriske ulve nedstammede oprindeligt fra nogle af havets fisk, som for ca. 380 mio. år siden gik på land efter at have tilpasset sig til at kunne overleve den daglige tørlægning af havbunden under tidevandets skiften mellem flod og ebbe.[kilde mangler]
De arter vil gå til grunde, der ikke i deres
særtræk rummer tilstrækkelig variation til at kunne imødegå nye
udfordringer og belastninger fra det omgivende miljø.
Det vil ud fra
en neo-darwinistisk forståelse være helt i modstrid med evolutionsteorien
at gå ind for udryddelse af den naturlige variation inden for såvel arten – i dette
tilfælde menneskeheden – som samfundets egen kulturelle mangfoldighed. En
sådan biologisk og kulturel ensidighed vil resultere i en skæbnesvanger sårbarhed over for
pludseligt opdukkende ændringer i de eksisterende livsbetingelser.
Neanderthal-mennesket uddøde for ca. 30.000 år siden
som følge af en alt for ensidig tilpasning via en tilsyneladende fastlåst,
temmelig ufleksibel jagtmetode, når det gjaldt opsøgning af ressourcer – en
overlevelsesstrategi, der med tiden kom helt til kort over for de
forværrede levevilkår under sidste istid, hvilket vore forfædres betydeligt
mindre specialiserede levevis viste sig langt bedre i stand til at kunne
håndtere.
Kun den bedst mulige overlevelse for såvel individ som art tæller her, idet alt liv leves med det ene   formål at kunne give plads for om muligt endnu bedre tilpassede efterkommere, hver gang tiden for et generationsskifte er inde. 

Neo-darwinismen peger på at livets væsentligste
udfordringer kun i mindre grad vil hidrøre fra konkurrencen mellem
artsfæller om ressourcerne.
Udfordringerne vil i stedet forventes at komme fra individets omgivelser, generelt. Dvs. fra både
de sociale og de naturgivne omgivelser : Ressourcemæssigt, klimatisk og
miljømæssigt, såvel som fra sygdomsfremkaldende mikroorganismer, rovdyr
o.lign..
Der gives under neo-darwinismen kun meget lidt plads for
påstanden om et grundlæggende kampmotiv, vendt mod artsfæller.
Det der driver evolutionen fremad er levevilkårenes udvælgelse af de bedst egnede. De mindst egnede har ikke så gode muligheder eller lige så meget overskud til at kunne
sætte afkom i verden og drage omsorg for det, så det vil kunne klare at vokse op til kønsmoden alder og selv blive
i stand til at formere sig videre.
Med tiden bliver de
bedst egnede derved i overtal.
Det neo-darwinistiske standpunkt blev set – allerede i 1930’erne af en
række evolutionsbiologer og matematikere heriblandt 
forsker-teamet Fisher, Haldane & Sewall Wright – som at selektionens virkemåde langt overvejende består i
levevilkårenes ”begunstigelse” af de bedst egnede – og ikke i en
decideret ”udryddelse” af de mindst egnede.
Kampmotivet vil i reglen kun indskrænke sig til udløsningen af forholdsvis ikke-voldelige trusselshandlinger og markeringer af forskellig art.
Både myrernes og biernes samfundsliv bygger på samarbejde i stedet for på intern konkurrence, når det gælder kampen for tilværelsen. Det samme gælder for menneskelivet og for en lang række andre dyrearter. Kun i tilfælde af ressourceknaphed og problemer med pardannelsen, eller mulige trusler herom, ses mennesket gribe til intraspecifik aggressivitet i form af et offensivt forsvar  – og altså ikke pga. "ondskab" – vendt mod egne artsfæller med henblik på at sikre egen og evt. efterkommeres overlevelse eller velfærd.[kilde mangler]

## Almindelige misforståelser
En almindelig misforståelse er at Adolf Hitlers racisme var
motiveret af evolutionsteorien. Det er ikke rigtigt, at Hitler var
motiveret af evolution, eftersom han selv benægtede
makroevolution og skrifter,
som indeholder "den primitive darwinismes falske naturvidenskabelige
forklaring" blev forbudt.
Hitler hævder selv at hans had mod den jødiske race var
baseret på hans fortolkning af kristendommen.